# Zaunweg 5 (Buchschlag)

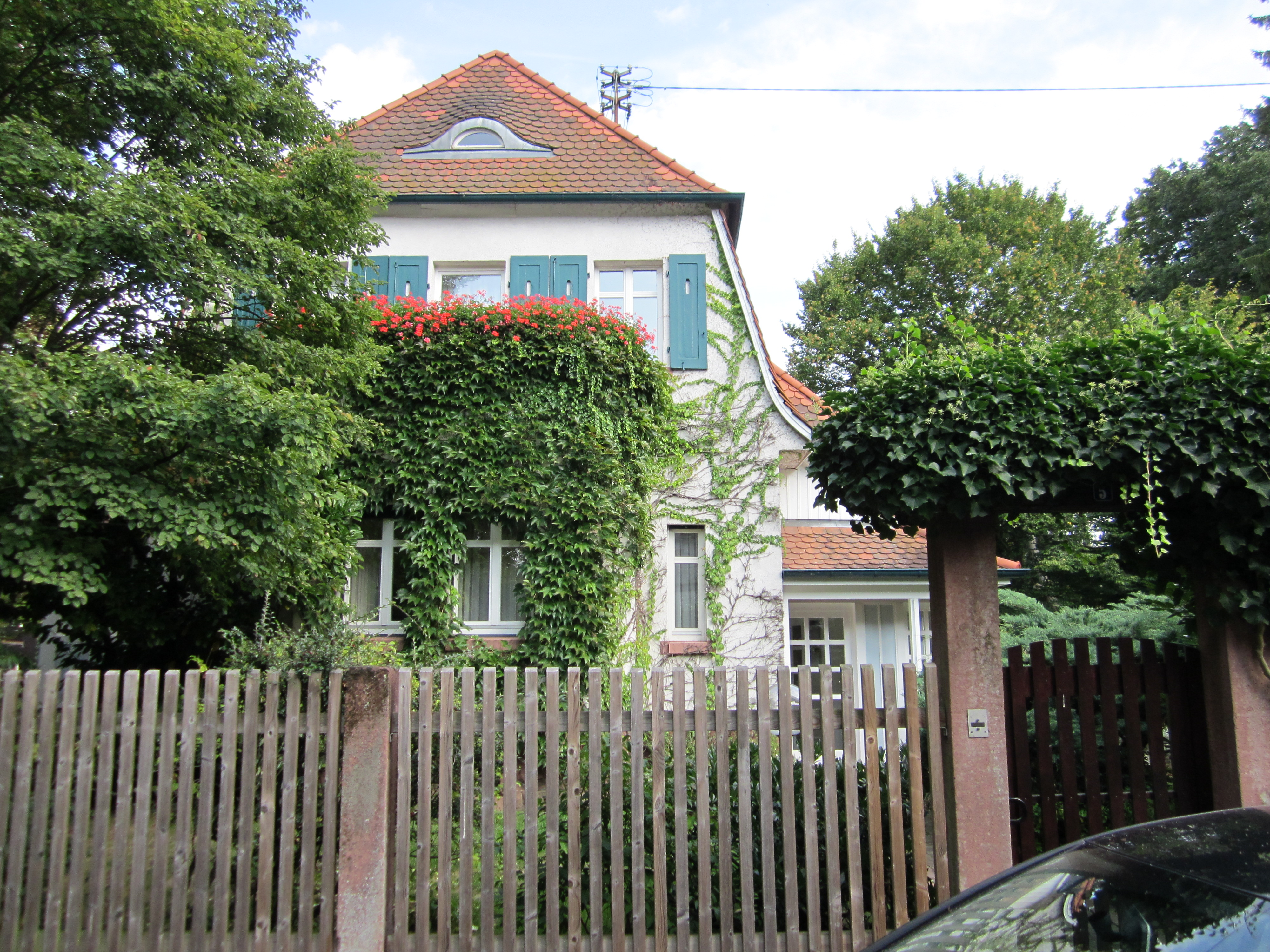
Gebäude Zaunweg 5 in Buchschlag (ein besseres Foto siehe unter Weblinks)

Das Gebäude Zaunweg 5 in Buchschlag, einem Stadtteil von Dreieich im südhessischen Landkreis Offenbach, wurde zwischen 1907 und 1910 errichtet. Die Villa an der Kreuzung zur Ernst-Ludwig-Allee in der Villenkolonie Buchschlag ist ein geschütztes Kulturdenkmal.
Das Mansarddachhaus mit Abwalmung und Fledermausgaube hat im Erdgeschoss einen Altan und seitlich einen offenen Windfang.